# سات پوینت (تگزاس)
سات پوینت (به انگلیسی: South Point) یک منطقهٔ مسکونی در ایالات متحده آمریکا است که در شهرستان کمرون، تگزاس واقع شده‌است. سات پوینت ۳٫۴۷ کیلومتر مربع مساحت و ۱٬۳۷۶ نفر جمعیت دارد و ۵ متر بالاتر از سطح دریا واقع شده‌است.